# The '99 Greenwich Delusion
The '99 Greenwich Delusion bylo koncertní turné velšského hudebníka a skladatele Johna Calea, při němž jej doprovázel Bob Neuwirth a dále smyčcové kvarteto Soldier String Quartet, pedálový kytarista B. J. Cole a zpěváci Tiyé Giraud a Jason White. Turné probíhalo od 3. do 25. května 1994 a čítalo 17 vystoupení, z nichž jedenáct proběhlo v Německu, dvě ve Francii a po jednom v Belgii, Česku, Nizozemsku a Rakousku. Koncerty začínaly několika společnými písněmi, po nichž Cale opustil pódium a Neuwirth odehrál několik vlastních písní. Po skončení Neuwirthova setu se vrátil Cale a odehrál delší set vlastních písní. Cale s Neuwirthem uváděli, že si dávali velký pozor, aby se na propagačních materiálech k turné neobjevoval název jejich společného alba Last Day on Earth (1994), neboť turné nemělo být koncertní podobou alba.

## Hudebníci
- John Cale – zpěv, nástroje
- Bob Neuwirth – zpěv, nástroje
- Soldier String Quartet – housle, viola, violoncello
- B. J. Cole – pedálová steel kytara
- Tiyé Giraud – zpěv
- Jason White – zpěv

## Koncerty
| Datum           | Stát       | Město           | Místo                  |
| --------------- | ---------- | --------------- | ---------------------- |
| 3. května 1994  | Německo    | Neu-Isenburg    | Hugenottenhalle        |
| 4. května 1994  | Německo    | Kolín nad Rýnem | E-Werk                 |
| 5. května 1994  | Německo    | Hannover        | Capitol                |
| 6. května 1994  | Německo    | Berlín          | Huxley's Neue Welt     |
| 8. května 1994  | Německo    | Mnichov         | Circus Krone           |
| 9. května 1994  | Německo    | Stuttgart       | Liederhalle            |
| 12. května 1994 | Česko      | Praha           | Palác Lucerna          |
| 13. května 1994 | Rakousko   | Vídeň           | Wiener Konzerthaus     |
| 15. května 1994 | Německo    | Mannheim        | Capitol                |
| 16. května 1994 | Belgie     | Antverpy        | Koningin Elisabethzaal |
| 17. května 1994 | Francie    | Paříž           | Casino de Paris        |
| 19. května 1994 | Francie    | Lille           | L'aéronef              |
| 20. května 1994 | Nizozemsko | Amsterdam       | Paradiso               |
| 22. května 1994 | Německo    | Drážďany        | Music-Circus           |
| 23. května 1994 | Německo    | Postupim        | Lindenpark             |
| 24. května 1994 | Německo    | Hamburk         | Große Freiheit         |
| 25. května 1994 | Německo    | Norimberk       | Serenadenhof           |